# Jane Wyman
Jane Wyman, geboren als Sarah Jane Mayfield (Saint Joseph (Missouri), 5 januari 1917 - Palm Springs (Californië), 10 september 2007), was een Amerikaans actrice. Ze was van 1940-1949 de eerste echtgenote van Ronald Reagan, de latere president van de Verenigde Staten.

## Levensloop

### Jeugdjaren
Hoewel er officieel werd bevestigd dat ze in 1914 zou zijn geboren, hebben veel onderzoekers vastgesteld dat ze werd geboren in 1917. Een oorzaak van de verwarring is waarschijnlijk dat Wyman een paar jaar bij haar leeftijd heeft opgeteld zodat ze de juiste leeftijd had om legaal te kunnen werken.
In 1921 scheidden haar ouders. Nadat haar vader ook nog eens plotseling stierf in 1922, namen haar buren de voogdij over Jane op zich. Als ode aan haar buren, nam ze onofficieel de familienaam Fulks aan.
In 1928 verhuisde Wyman naar Californië, waar haar moeder actrice probeerde te worden. Nadat moeders carrière faalde, probeerde ze van haar dochter een actrice te maken. Toen dit ook niet lukte, verhuisde de familie in 1930 naar Missouri. Hier kreeg ze onder de naam Jane Durrell een muzikale carrière op de radio. Het was rond deze tijd dat ze vermoedelijk drie jaar bij haar leeftijd optelde, omdat ze nog niet oud genoeg was om dat werk legaal te kunnen doen.

### Begin van een carrière
In 1932 keerde ze terug naar Hollywood, waar ze verscheidene figurantenrollen had, beginnend met die van een koormeisje in The Kid from Spain. Nadat ze haar achternaam legaal veranderde naar Wyman, kreeg ze in 1936 een contract bij Warner Bros. Pictures. In hetzelfde jaar studeerde Wyman af van de universiteit. In het volgende jaar had ze haar eerste grote rol in Public Wedding, waarna haar langdurige carrière van start ging.

### Kritische lof en populariteit

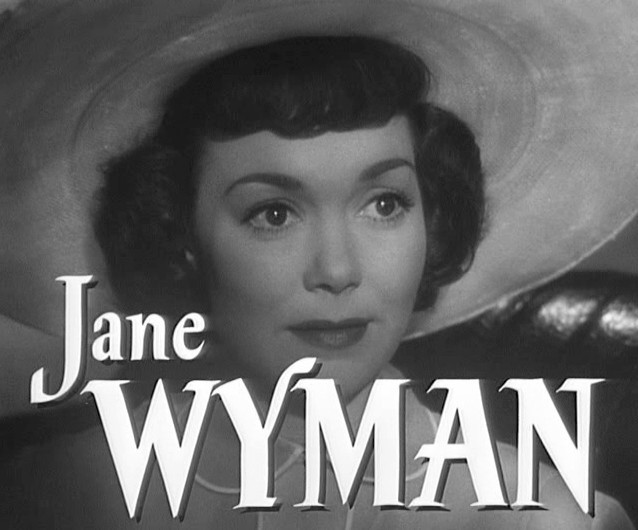
Jane Wyman in Stage Fright (1950)

Wyman werd door de jaren heen opgemerkt en kreeg voor het eerst lof van de critici in 1945, toen ze te zien was in The Lost Weekend. In 1946 werd ze genomineerd voor een Academy Award voor Beste Actrice voor haar rol in The Yearling. In 1948 werd ze opnieuw genomineerd voor haar rol in Johnny Belinda en won ze de prijs.
Wyman groeide uit tot een populaire actrice en begon samen te werken met bekende regisseurs, onder wie Alfred Hitchcock, Frank Capra en Michael Curtiz. In 1951 werd ze opnieuw genomineerd voor een Academy Award voor haar rol in The Blue Veil en in 1955 voor Magnificent Obsession.
Wyman stond ook bekend om haar televisiewerk. Zo had ze in 1955 haar eigen serie, Jane Wyman Theater. Toen ze in de jaren 60 en 70 te zien was in twee pilots die niet werden opgepakt, ging ze met vervroegd pensioen.
In 1981 kwam ze terug, toen ze een rol kreeg in de soapserie Falcon Crest, waarin ze tot 1990 te zien was. Wyman accepteerde de rol op aanmoediging van haar ex-man Ronald Reagan (toen president van de Verenigde Staten), nadat Barbara Stanwyck deze afsloeg. Wyman was in verschillende seizoenen ziek en kon enkele afleveringen niet maken. In 1989 werd er geconstateerd dat Wyman aan diabetes leed en daarnaast een leverziekte had. Er werd Wyman aangeraden haar carrière te eindigen. Uiteindelijk stapte ze in 1990 uit de serie.
In 1993 deed Wyman haar allerlaatste televisieoptreden, met een gastrol in Dr. Quinn, Medicine Woman.

## Privé-leven
Op 8 april 1933 trouwde ze met Ernest Eugene Wyman, toen ze nog maar zestien was, hoewel ze volgens het huwelijkscertificaat 19 was. Na twee jaar gingen ze uit elkaar, echter bleef ze zijn naam gedurende haar hele professionele carrière behouden. 
Op 29 juni 1937 hertrouwde ze met Myron Futterman. Na amper drie maanden ging het koppel uit elkaar omdat Wyman kinderen wilde en Futterman niet. De scheiding werd op 5 december 1938 uitgesproken. 
In 1938 leerde ze Ronald Reagan kennen op de set van de film Brother Rat. Ze verloofden zich en trouwden op 26 januari 1940. Het paar kreeg drie kinderen, Maureen (1941-2001), adoptiezoon Michael (1945) en een dochter Christine, die in 1947 één dag na de geboorte overleed. In 1948 vroeg Wyman de scheiding aan. Wyman gaf als reden aan dat ze zich niet interesseerde voor de politieke carrière van haar man, die op dat moment ook nog steeds democraat was, terwijl zij overtuigd Republikeins was. Hierdoor werd Reagan in 1981 de eerste gescheiden president. Volgens haar persoonlijke assistent zou ze in 1980 en 1984 telkens op haar ex-man gestemd hebben, die intussen Republikein geworden was. 
Op 1 november 1952 trouwde ze met de Duits-Amerikaanse Frederick Karger. In november 1954 gingen ze uit elkaar en een jaar later werd de scheiding uitgesproken, maar op 11 maart 1961 hertrouwden ze. In 1965 vroeg Karger dan de scheiding aan.

## Filmografie
| - The Kid from Spain (1932) - Elmer, the Great (1933) - All the King's Horses (1934) - College Rhythm (1934) - King of Burlesque (1935) - Rumba (film) (1935) - George White's 1935 Scandals (1935) - Stolen Harmony (1935) - Anything Goes (1936) - The Sunday Round-Up (1936) (short subject) - Bengal Tiger (1936) (role unconfirmed) - My Man Godfrey (1936) - Stage Struck (1936) - Cain and Mabel (1936) - Here Comes Carter (1936) - Polo Joe (1936) - Gold Diggers of 1937 (1936) - Smart Blonde (1937) - Ready, Willing and Able (1937) - The King and the Chorus Girl (1937) - Slim (1937) - The Singing Marine (1937) - Public Wedding (1937) - Little Pioneer (1937) (short subject) - Mr. Dodd Takes the Air (1937) - Over the Goal (1937) - The Spy Ring (1938) - He Couldn't Say No (1938) - Fools for Scandal (1938) - Wide Open Faces (1938) - The Crowd Roars (1938) - Brother Rat (1938) - Tail Spin (1939) - The Kid from Kokomo (1939) - Torchy Blane... Playing with Dynamite (1939) - Kid Nightingale (1939) - Private Detective (1939) - Brother Rat and a Baby (1940) - An Angel from Texas (1940) - Flight Angels (1940) - My Love Came Back (1940) - Gambling on the High Seas (1940) - Tugboat Annie Sails Again (1940) - Honeymoon for Three (1941) | - Bad Men of Missouri (1941) - You're in the Army Now (1941) - The Body Disappears (1941) - Sports Parade: Shoot Yourself Some Golf (1942) (short subject) - Larceny, Inc. (1942) - My Favorite Spy (1942) - Footlight Serenade (1942) - Princess O'Rourke (1943) - Make Your Own Bed (1944) - The Doughgirls (1944) - Crime by Night (1944) - Hollywood Canteen (1944) - The Lost Weekend (1945) - One More Tomorrow (1946) - Night and Day (1946) - The Yearling (1946) - Cheyenne (1947) - Magic Town (1947) - Johnny Belinda (1948) - A Kiss in the Dark (1949) - It's a Great Feeling (1949) (cameo) - The Lady Takes a Sailor (1949) - Stage Fright (1950) - The Glass Menagerie (1950) - Three Guys Named Mike (1951) - The Screen Director (1951) (short subject) - Screen Snapshots: Hollywood Awards (1951) (short subject) - Here Comes the Groom (1951) - The Blue Veil (1951) - Starlift (1951) (cameo) - The Story of Will Rogers (1952) - Just for You (1952) - Three Lives (1953) (short subject) - Let's Do It Again (1953) - So Big (1953) - Magnificent Obsession (1954) - Hollywood Mothers and Fathers (1955) (short subject) - Lucy Gallant (1955) - All That Heaven Allows (1955) - Miracle in the Rain (1956) - Holiday for Lovers (1959) - Pollyanna (1960) - Bon Voyage! (1962) - How to Commit Marriage (1969) |